# Mali Moravščak
Mali Moravščak este o localitate din comuna Sveti Jurij ob Ščavnici, Slovenia, cu o populație de 11 locuitori.